# Sport Club Santa Maria
L'Sport Clube Santa Maria és un club capverdià de futbol de la ciutat de Santa Maria a l'illa de Sal.

## Palmarès
- Lliga de Sal de futbol:[4]

1982, 1987, 1989, 1992, 1997, 1998, 2009
- Copa de Sal de futbol:

2017-18
- Supercopa de Sal de futbol:

2009
- Torneig d'Obertura de Sal de futbol:

2016/17, 2017